# Rom-traktaten
Rom-traktaten eller Traktaten om Det Europæiske Økonomiske Fællesskab blev indgået 25. marts 1957 mellem Belgien, Nederlandene/Holland, Luxembourg, Frankrig, Italien og Vesttyskland, med ikrafttrædelse 1. januar 1958.
De oprindeligt kontraherende stater havde alle i 1951 tilsluttet sig Traktaten om Det Europæiske Kul- og Stålfællesskab (EKSF), hvor staterne på kul- og stålområderne havde opgivet dele af deres suverænitet ved at tildele væsentlige beføjelser til en institution, der var uafhængig af medlemsstaterne, og som kunne træffe bindende beslutninger på grundlag af flertalsafgørelser. Erfaringerne fra dette samarbejde havde givet staterne ønske om at udvide samarbejdet på øvrige økonomiske områder og om en fredelig udnyttelse af atomkraften. 
I overensstemmelse hermed underskrev Kul- og Stålunionens medlemsstater samme dag Rom-traktaten om Det Europæiske Økonomiske Fællesskab (EØF) og Traktaten om Det Europæiske Atomenergifællesskab (EURATOM).
Formålet med traktaterne var at opnå en øget integration af medlemsstaternes økonomier (fællesmarkedet). Rom-traktaten fastlægger samarbejdets formelle rammer og samarbejdets institutioner samt de grundlæggende principper for samarbejdet, herunder princippet om de fire friheder. 
Rom-traktaten er den grundlæggende traktat i EU-samarbejdet og er således tiltrådt af alle lande, som har sluttet sig til EF og Den Europæiske Union (EU).
Rom-traktaten er blevet ændret flere gange, herunder ved Den Europæiske Fælles Akt (1987), Maastricht-traktaten (der oprettede Unionstraktaten i 1992), Amsterdamtraktaten (1997), Nice-traktaten (2001), Tiltrædelsestraktaten med de 10 nye medlemsstater (2003), Tiltrædelsestraktaten med Rumænien og Bulgarien (2005) og Lissabontraktaten (2009).

## Tidslinje
| Underskrevet Ikrafttrædelse Dokument | 1948 Bruxelles-traktaten                      | 1951 1952 Paris-traktaten      | 1954 1955 Ændrede Bruxellestraktat           | 1957 1958 Rom-traktaterne                    | 1965 1967 Fusionstraktaten                   | 1975 - Rådsmødekonklusioner                  | 1985 Schengen-traktaten                      | 1986 1987 EF-pakken                          | 1992 1993 Maastricht-traktaten               | 1992 1993 Maastricht-traktaten | 1997 1999 Amsterdam-traktaten | 2001 2003 Nice-traktaten  | 2007 2009 Lissabon-traktaten | 2007 2009 Lissabon-traktaten |  |
|                                      |                                               |                                |                                              |                                              |                                              |                                              |                                              |                                              |                                              |                                |                               |                           |                              |                              |  |
| Den Europæiske Unions tre søjler:    |                                               |                                |                                              |                                              |                                              |                                              |                                              |                                              |                                              |                                |                               |                           |                              |                              |  |
| Europæiske Fællesskaber:             |                                               |                                |                                              |                                              |                                              |                                              |                                              |                                              |                                              |                                |                               |                           |                              |                              |  |
|                                      | Det Europæiske Atomenergifællesskab (EURATOM) |                                |                                              |                                              |                                              |                                              |                                              |                                              |                                              |                                |                               |                           |                              |                              |  |
|                                      |                                               |                                | Det Europæiske Kul- og Stålfællesskab (EKSF) | Det Europæiske Kul- og Stålfællesskab (EKSF) | Det Europæiske Kul- og Stålfællesskab (EKSF) | Det Europæiske Kul- og Stålfællesskab (EKSF) | Traktaten ophørte i 2002                     | Traktaten ophørte i 2002                     | Traktaten ophørte i 2002                     |                                | Den Europæiske Union (EU)     | Den Europæiske Union (EU) |                              |                              |  |
|                                      |                                               |                                | Det Europæiske Økonomiske Fællesskab (EØF)   |                                              |                                              |                                              |                                              |                                              |                                              |                                | Den Europæiske Union (EU)     | Den Europæiske Union (EU) |                              |                              |  |
|                                      |                                               |                                |                                              | Schengen-samarbejdet                         |                                              |                                              | Det Europæiske Fællesskab (EF)               | Det Europæiske Fællesskab (EF)               |                                              |                                | Den Europæiske Union (EU)     | Den Europæiske Union (EU) |                              |                              |  |
|                                      |                                               | TREVI                          | TREVI                                        | TREVI                                        | Retlige og indre anliggender (RIA)           |                                              | Det Europæiske Fællesskab (EF)               | Det Europæiske Fællesskab (EF)               |                                              |                                | Den Europæiske Union (EU)     | Den Europæiske Union (EU) |                              |                              |  |
|                                      | Politi- og strafferetligt samarbejde (PSS)    | TREVI                          | TREVI                                        | TREVI                                        | Retlige og indre anliggender (RIA)           |                                              |                                              |                                              |                                              |                                | Den Europæiske Union (EU)     | Den Europæiske Union (EU) |                              |                              |  |
|                                      |                                               |                                |                                              |                                              | Europæiske Politiske Samarbejde (EPS)        | Fælles udenrigs- og sikkerhedspolitik (FUSP) | Fælles udenrigs- og sikkerhedspolitik (FUSP) | Fælles udenrigs- og sikkerhedspolitik (FUSP) | Fælles udenrigs- og sikkerhedspolitik (FUSP) |                                | Den Europæiske Union (EU)     | Den Europæiske Union (EU) |                              |                              |  |
| Vestunionen (WU)                     | Vestunionen (WU)                              | Den Vesteuropæiske Union (WEU) | Den Vesteuropæiske Union (WEU)               | Den Vesteuropæiske Union (WEU)               | Den Vesteuropæiske Union (WEU)               | Den Vesteuropæiske Union (WEU)               | Den Vesteuropæiske Union (WEU)               |                                              |                                              |                                |                               | Den Europæiske Union (EU) |                              |                              |  |
| Vestunionen (WU)                     | Vestunionen (WU)                              | Den Vesteuropæiske Union (WEU) | Den Vesteuropæiske Union (WEU)               | Den Vesteuropæiske Union (WEU)               | Den Vesteuropæiske Union (WEU)               | Den Vesteuropæiske Union (WEU)               | Den Vesteuropæiske Union (WEU)               | Traktaten ophørte i 2011                     |                                              |                                |                               |                           |                              |                              |  |
|                                      |                                               |                                |                                              |                                              |                                              |                                              |                                              |                                              |                                              |                                |                               | v d r                     |                              |                              |  |

| EU | Spire Denne artikel om EU er en spire som bør udbygges. Du er velkommen til at hjælpe Wikipedia ved at udvide den. |